# 清水大輔 (アナウンサー)
清水 大輔（しみず だいすけ、1963年2月8日 - ）は、TBSの社員、元エグゼクティブアナウンサー。

## 来歴・人物
東京都生まれ（同小金井市出身）。父は中央大学法学部長を務めていた清水睦。
私立桐朋高等学校、早稲田大学政治経済学部を経て、1985年に札幌テレビ放送（STV）へ入社（同期に森中慎也、山上淳子、高野美佐、後にアナウンス部長も務めた菅原浩昭）。ニュースからバラエティまで様々なジャンルの番組を担当。ラジオ番組『ドライビングパートナー・STVホットライン』ではサテライトスタジオ担当パーソナリティとして、ゲスト出演していたススキノのバーのママ相手に下ネタを炸裂させるなどしていた。
1993年10月、当時の東京放送に中途採用として入社・移籍。2004年10月には社内再編により他のアナウンサーとともにTBSテレビへの出向社員となり、2009年4月持株会社化に伴い、正式にTBSテレビの社員となる。
TBS移籍以降は主にスポーツ中継の実況を担当（担当競技は、野球、サッカー、陸上競技、スピードスケート、競輪、バレーボール、バスケットボールなど）。当初はテレビのサッカー中継を主に担当していたが、のちにラジオのプロ野球中継を主に担当している。
サッカーでは、2002年にFIFAワールドカップのテレビ中継、2006年・2010年に同民放ラジオ代表実況を担当。
2013年9月26日、プロ野球（NPB）・東北楽天ゴールデンイーグルスのパシフィック・リーグ初優勝決定試合となった、西武対楽天戦（西武ドーム）のラジオ中継で実況を担当した。
TBS移籍後は札幌テレビ放送時代のライバル局である北海道放送（HBC）のラジオ中継のうち、TBS制作分の中継に出演することがあった。
2022年6月、総務局兼人事労政局へ異動することになった。アナウンサーから離れるとともにアナウンススクール『TBS Voice』の校長も退任し特別講師となる。

## 過去の担当番組

### 札幌テレビ放送時代
ラジオ
- ドライビングパートナー・STVホットライン
- TDKプラザ ポップ・ステップ・ジャンプ
- ポップスベスト10（後に、『ポップスリクエストベスト10』）

テレビ
- 土曜エクスプレス・週刊洋二
- スポーツ中継
  - 全国高等学校サッカー選手権大会など

### TBS時代
ラジオ
- ツー快!スポーツランド[6]（1994年）[7]
- サタデー・デイ・キャッチ!スポーツ[6]（1996年）[7]
- 森本毅郎・スタンバイ!（スポーツスタンバイ／不定期）
- スポーツ中継
  - TBSラジオ エキサイトベースボール（実況・リポーターを担当、2017年限りで放送を終了）
  - サッカー中継[2]
    - 2006 FIFAワールドカップ（民放代表実況）

  - エキサイトKEIRIN（競輪。2009年まで）
- ラジオ・パープル（火曜早朝=月曜深夜→水曜早朝=火曜深夜担当）
- 大沢悠里のゆうゆうワイド（不定期でニュースを担当）
- 伊集院光とらじおと（ニュース／不定期）
- パンサー向井の＃ふらっと（ニュース／不定期）

テレビ
- JNNフラッシュニュース
- スーパーサッカー[2][14]（1993年[6][7]）
- スポーツ
  - サッカー中継[2]
    - 2002年日韓W杯
    - Ｊリーグ中継
    - UEFAチャンピオンズリーグ

  - バレーボール世界選手権（1998年）
  - スピードスケート世界選手権
  - バスケットボール中継
  - バドミントン中継
    - 2006年バスケットボール世界選手権
    - DUNK J JAPAN BASKETBALL LEAGUE（JBL中継。2007年 - 2008年シーズンに、BS-i・TBSチャンネルで放送）

  - オリンピック中継
    - 長野オリンピック（1998年冬季）
    - シドニーオリンピック（2000年夏季）

  - プロ野球中継[2]
- いんふぉる!（BS-TBS、金曜19:30 - ）

## 声の出演
- 実況Jリーグパーフェクトストライカー（1996年、コナミ発売。NINTENDO 64専用ゲームソフト） 実況として出演。